# Christopher Höher
Christopher „Chris“ Höher (* 19. Mai 1997 in Villach, Kärnten, Österreich) ist ein österreichischer Automobilrennfahrer.

## Karriere
Höher begann seine Motorsportkarriere 2003 im Kartsport, in dem er bis 2012 aktiv blieb.
Im Sommer 2012 wechselte Höher in den Formelsport. Zunächst fuhr er nur ein paar Formelrennen zur österreichischen Rennwagenmeisterschaft. Damit gewann er 2012 den OSK-Pokal der österreichischen Rennwagenmeisterschaft. 2013 startete er mit seinem Formel 3 für Franz Wöss Racing in mehreren Rennsportmeisterschaften. Mit zahlreichen Seriensiegen gewann Chris Höher 2013 die österreichische Rennwagenmeisterschaft, die ungarische Rennwagenmeisterschaft, die Rennwagenmeisterschaft der Tschechischen Republik, die FIA-CEZ Zentraleuropäische Meisterschaft für Formelrennwagen, in der Slowakei den ESET-V4-Cup für Formelrennwagen sowie die LUKY-Trophy und in Österreich auch noch den REMUS-Formel-3-Pokal als bester Formelrennfahrer. Er nahm 2013 für Franz Wöss Racing auch an einer Veranstaltung der deutschen Formel 3 teil und absolvierte für das Team West-Tec F3 einen Gaststarter in der European F3 Open. 2014 ging Höher bei vier Veranstaltungen der Euroformula Open, der ehemalige European F3 Open, für BVM Racing an den Start. Mit einem dritten Platz in Monza gelang ihm dabei eine Podest-Platzierung. In der Fahrerwertung wurde er 13. Darüber hinaus erhielt Höher bei Jenzer Motorsport für eine Veranstaltung ein Cockpit in der GP3-Serie.
Im Jahr 2015 wiederholte Chris Höher mit seinem Formel 3 und dem Team Franz Wöss Racing die Gesamtsiege der österreichischen Rennwagenmeisterschaft, der tschechischen Rennwagenmeisterschaft, dem ESET-V4-Cup und er gewann wiederum die LUKY-Trophy der Slowakei und die FIA-CEZ Zentraleuropäische Meisterschaft für Formelrennwagen. 2015 nahm Höher für Campos Racing an einer Veranstaltung der GP3-Serie teil.
Im Frühjahr 2016 erfolgten auf dem Automotodrom in Brünn die ersten Testfahrten für die BOSS GP Serie in einem GP2 vom Team Top-Speed. Für dieses Team fuhr Chris Höher 2016 in der BOSS GP mit dem GP2 vom Team Top-Speed einige Renneinsätze in der Formula-Class. Er startete in Monza, Brünn und Imola. In Monza und in Brünn konnte er jeweils das Samstag-Rennen gewinnen, in Imola belegte er den zweiten Platz.
2017 startete Chris Höher mit Elia Erhart für die AUDI Sport Racing Academy in der ADAC GT Masters. 2019 erfolgte auf dem Automotodrom in Brünn wieder ein Gaststart mit dem GP2 vom Team Top-Speed in der BOSS GP Serie. Chris Höher gewann im Rahmen der Masaryk Racing Days beide Rennen der Formula-Class in der internationalen BOSS GP Serie.

## Statistik

### Karrierestationen
- 2003–2012: Kartsport
- 2012: Österreichische Rennwagenmeisterschaft (OSK-Pokal Sieger)
- 2013: Deutsche Formel 3; FIA-CEZ Zentraleuropäische Rennwagenmeisterschaft (Platz 1); Österreichische Rennwagenmeisterschaft (Platz 1); Ungarische Rennwagenmeisterschaft (Platz 1); Tschechische Rennwagenmeisterschaft (Platz 1); REMUS Formel 3 Pokal (Platz 1)
- 2014: Euroformula Open (Platz 13)
- 2014: GP3-Serie (Platz 36)
- 2015: GP3-Serie (Platz 31); FIA-CEZ Zentraleuropäische Rennwagenmeisterschaft (Platz 1); Österreichische Rennwagenmeisterschaft (Platz 1); Tschechische Rennwagenmeisterschaft (Platz 1);
- 2016: BOSS GP Series (Platz 14)
- 2017: ADAC GT Masters
- 2019: BOSS GP Series (Platz 13)

### Einzelergebnisse im deutschen Formel-3-Cup
| Jahr | Team              | 1   | 2   | 3   | 4   | 5   | 6   | 7   | 8   | 9   | 10  | 11  | 12  | 13  | 14  | 15  | 16  | 17  | 18  | 19  | 20  | 21  | 22  | 23  | 24  | 25  | 26  | 27  | Punkte | Rang |
| ---- | ----------------- | --- | --- | --- | --- | --- | --- | --- | --- | --- | --- | --- | --- | --- | --- | --- | --- | --- | --- | --- | --- | --- | --- | --- | --- | --- | --- | --- | ------ | ---- |
| 2013 | Franz Wöss Racing | OS1 | OS1 | OS1 | SPA | SPA | SPA | NÜ1 | NÜ1 | NÜ1 | SAC | SAC | SAC | LA1 | LA1 | LA1 | NÜ2 | NÜ2 | NÜ2 | LA2 | LA2 | LA2 | OS2 | OS2 | OS2 | HOC | HOC | HOC | 0      | –    |
| 2013 | Franz Wöss Racing |     |     |     |     |     |     |     |     |     |     |     |     |     |     |     |     |     |     | 11  | 10  | 12  |     |     |     |     |     |     | 0      | –    |

### Einzelergebnisse in der GP3-Serie
| Jahr | Team              | 1   | 2   | 3   | 4   | 5   | 6   | 7   | 8   | 9   | 10  | 11  | 12  | 13  | 14  | 15  | 16  | 17  | 18  | Punkte | Rang |
| ---- | ----------------- | --- | --- | --- | --- | --- | --- | --- | --- | --- | --- | --- | --- | --- | --- | --- | --- | --- | --- | ------ | ---- |
| 2014 | Jenzer Motorsport | ESP | ESP | AUT | AUT | GBR | GBR | GER | GER | HUN | HUN | BEL | BEL | ITA | ITA | RUS | RUS | UAE | UAE | 0      | 36.  |
| 2014 | Jenzer Motorsport |     |     |     |     |     |     |     |     | 23  | 23  |     |     |     |     |     |     |     |     | 0      | 36.  |
| 2015 | Campos Racing     | ESP | ESP | AUT | AUT | GBR | GBR | HUN | HUN | BEL | BEL | ITA | ITA | RUS | RUS | BRN | BRN | UAE | UAE | 0      | 31.  |
| 2015 | Campos Racing     |     |     |     |     | 23  | 24  |     |     |     |     |     |     |     |     |     |     |     |     | 0      | 31.  |